# 揚智科技
揚智科技(TWSE: 3041)成立於1993年，是數位多媒體影音SoC設計的世界級領導廠商，致力於締造高安全、高性價比、高軟硬件集成、低功耗的整體解決方案，在付費及零售機上盒市場位居前三大的主導地位，於多媒體音效晶片市場更領先全球。揚智成功開發自主作業系統，以成熟的製程工藝支援異質性架構整合與軟硬體相容的加速平台設計，搭配條件式存取(Conditional Access System, CAS)內容保護方案商的緊密合作，目前已高度貫穿全球付費及零售電視生態鏈，為數以百計的運營商提供最安全的影音加值服務。
近年，揚智秉持著堅持創新，追求卓越的企業精神，以既有豐富IP組合與安全技術為發展核心，自主研發的AI神經網路處理引擎為創新延伸，正式推出「ALiIN」室內智能運算平台，拓展包含智能顯示、智能移動與智能語音的三大Turnkey晶片方案，優化原本的產業價值鏈，全面促進家庭、辦公室、工廠、零售等室內生活智能化，幫助合作夥伴快速滲透市場；「ALiIN」現有產品包含媒體串流同屏器、微型投影機、掃地機器人與多元化語音智能家電，已獲得國際品牌大廠的多項認證合作。為擁抱5G、物聯網及大數據時代的來臨，揚智科技更將“雲、管、端”完整串聯計畫導入「ALiIN」平台，藉由產品綜效的發揮，提供客戶一站式的晶片、前端、演算法與平台整合服務，期待能夠以最友善便捷的創新動能，啟蒙每個人的輕量智能生活。
揚智的研發、服務與行銷渠道遍布全球，公司總部設立於台灣台北，另在新竹、深圳、珠海、韓國首爾及印度諾伊達設有據點。

## 沿革

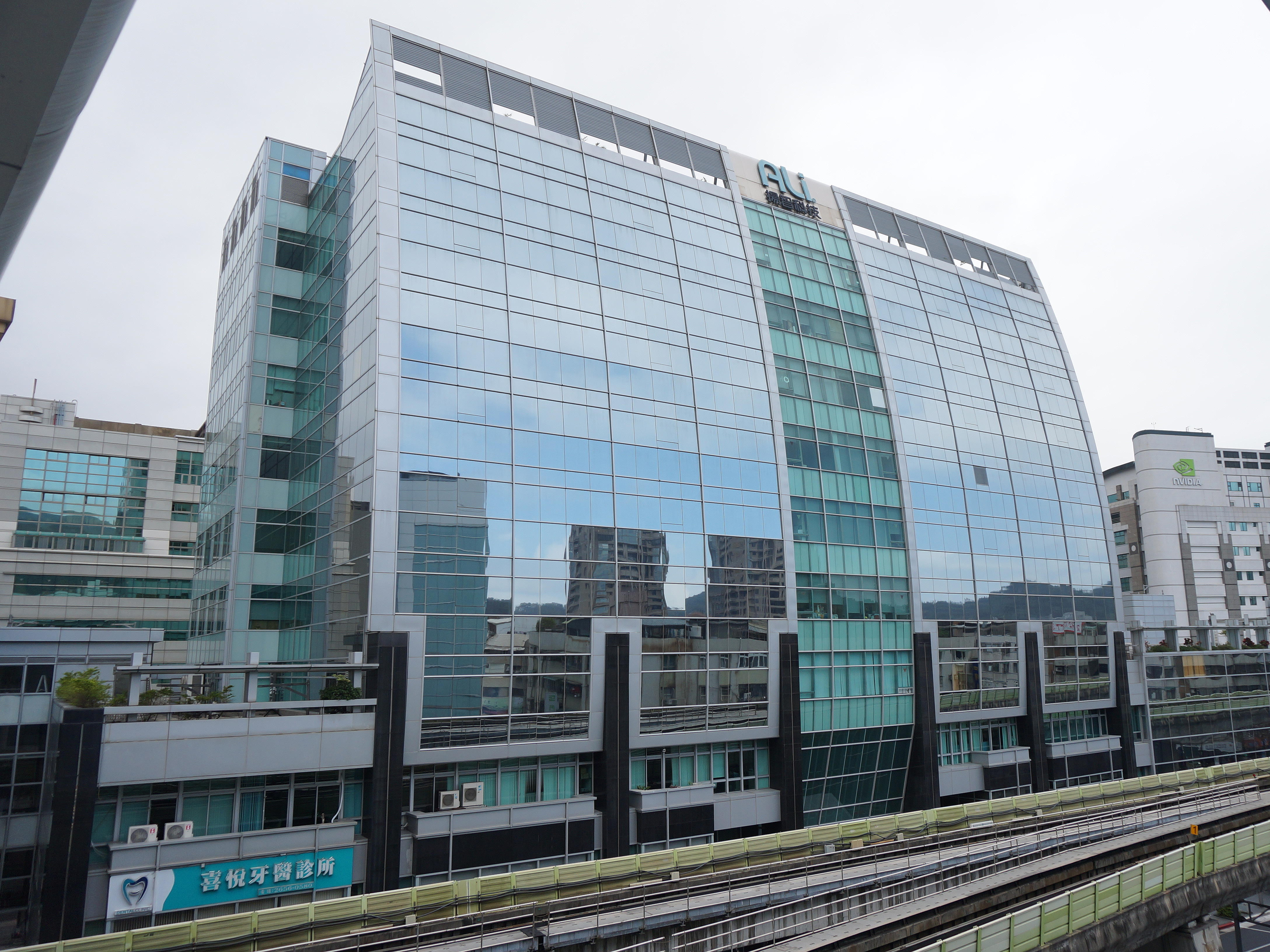
揚智科技總部，位於NASA科技總署6樓

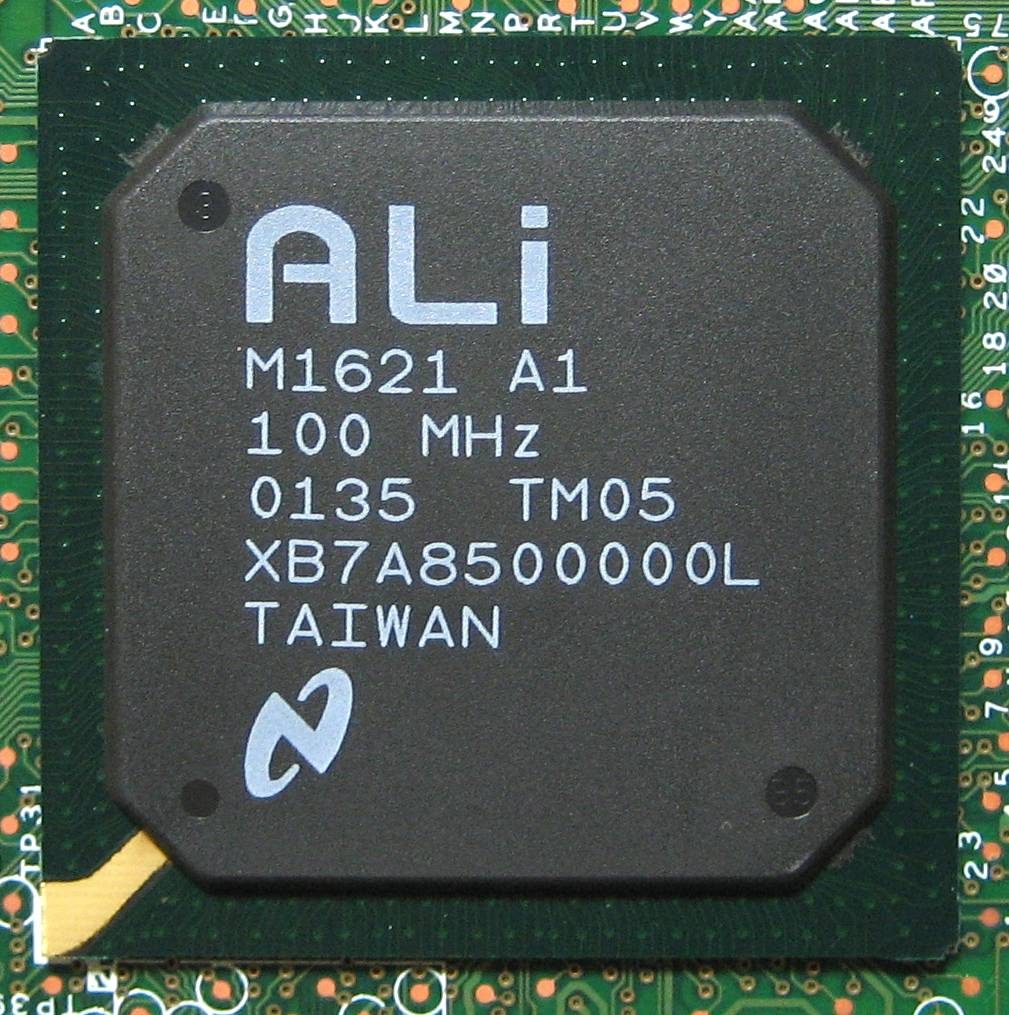
揚智科技北橋晶片M1621

- 1987年，宏碁董事長施振榮延攬台灣三位旅美博士莊人川、吳欽智、李曉均共同創設揚智科技，為宏碁集團中從事IC設計、製造與銷售的獨立事業單位，其產品供應宏碁集團及個人電腦產業使用；因此，揚智科技最初的英文全名為「Acer Laboratory Inc.」，簡稱「ALi」。
- 1993年，揚智科技股份有限公司正式成立於新竹科學工業園區新安路5號5樓之1，額定及實收資本額為新台幣5千萬元，施崇棠擔任董事長，吳欽智擔任總經理。
- 1999年，股票於中華民國證券櫃檯買賣中心上櫃。
- 2002年，個人電腦晶片組業務獨立為「宇力電子股份有限公司」。無線區域網路（WLAN）晶片業務獨立為「智通電子股份有限公司」。股票轉台灣證券交易所上市。
- 2004年，宏碁轉讓揚智科技股權予聯發科技，聯發科技正式入主揚智科技。電腦相關光學儲存晶片事業獨立為「智洋電子股份有限公司」。
- 2005年，全球首顆DVB-S單晶片(demod + MPEG)進入量產。
- 2006年，全球首顆DVB-T單晶片(demod + MPEG)進入量產。
- 2007年，成立韓國辦事處。
- 2008年，加入國際MHEG組織IMPALA會員。
- 2009年，成立深圳子公司「揚智電子科技(中國)有限公司」。
- 2010年，獲"數位時代"評選委評為“2010臺灣科技100強”，獲"福布斯"評為"亞洲200最佳中小型公司"。機上盒晶片通過 Conax Level 4 高安認證。
- 2012年，機上盒單晶片全球累計出貨量突破3億顆，機上盒晶片通過Verimatrix 高安認證。
- 2013年，機上盒晶片通過 Nagra NOCS 1.2 高安認證。
- 2014年，推出DVB-T2系統晶片。
- 2015年，加入GlobalPlatform高安技術平台，機上盒晶片通過Nagra NOCS3.0高安認證。推出全系列 C/S/T 支援HEVC標準之機上盒晶片，機上盒單晶片全球累計出貨量突破5億顆。
- 2016年，成為首家通過Conax CP 6.0認證機上盒晶片商，成立印度子公司「ALitech India LLP」。
- 2017年，推出28 奈米 4K 4核機上盒晶片。
- 2018年，推出業界最小封裝機上盒高清晶片。機上盒晶片通過Irdeto Flexicore 高安認證。成立大陸子公司「珠海市煊揚科技有限公司」。
- 2019年，推出新一代機上盒S2X晶片，推出新一代T2機上盒連網晶片。推出「ALiIN」室內智能運算平台，加入台灣人工智慧晶片聯盟。
- 2020年，智能語音方案開始出貨。智能顯示方案開始出貨。機上盒單晶片全球累計出貨量突破8億顆。
- 2025年，大宇資訊透過子公司宇全智聯股份有限公司參與揚智科技私募案，認購揚智私募普通股2,315萬股，取得16.51％股權，成為揚智單一最大股東，並由大宇資訊凃俊光先生擔任董事長及安瑞科技連建欽先生擔任執行長。

## 產品
- 機上盒方案(STB)
- 晶片設計服務(ASIC)

## 外部連結
- 揚智科技 （页面存档备份，存于）